# Willard Katsande
Willard Katsande (Mutoko, 15 de janeiro de 1986) é um futebolista profissional zimbabuano que atua como meia-defensor.

## Carreira
Willard Katsande representou o elenco da Seleção Zimbabuense de Futebol no Campeonato Africano das Nações de 2017.